# Homalura tarsata
Homalura tarsata är en tvåvingeart som beskrevs av Johann Wilhelm Meigen 1826. Homalura tarsata ingår i släktet Homalura och familjen fritflugor. Inga underarter finns listade i Catalogue of Life.